# Ungarische Badminton-Mannschaftsmeisterschaft 1964
Die Ungarische Badminton-Mannschaftsmeisterschaft 1964 war die vierte Auflage dieser Veranstaltung. Es wurde jeweils ein Wettbewerb für Herren- und für Damenmannschaften ausgetragen. Meister wurde in beiden Kategorien das Team von ÉVITERV SC.

## Endstand

### Herrenmannschaft
| Platz | Mannschaft                                                                                         |
| ----- | -------------------------------------------------------------------------------------------------- |
| 1.    | ÉVITERV SC (Pál Rázsó, György Rázsó, Chay Phimprachanh, Zsolt Vajna, József Berendi, Alajos Penkó) |
| 2.    | Mérésügy                                                                                           |
| 3.    | Budaörs                                                                                            |
| 4.    | XIII. ker. Tanács SK                                                                               |
| 5.    | XV. ker. Tanács SK                                                                                 |
| 6.    | Munkaügyi Minisztérium 2. sz. Tanintézet SK                                                        |
| 7.    | Budaörs B                                                                                          |
| 8.    | Fazekas Gimnázium                                                                                  |

### Damenmannschaft
| Platz | Mannschaft                                                            |
| ----- | --------------------------------------------------------------------- |
| 1.    | ÉVITERV SC (Éva Szűcs, Éva Schmitt, Irén Geblusek, Józsefiné Berendi) |
| 2.    | Martos Flóra Gimnázium                                                |
| 3.    | XV. ker. Tanács SK                                                    |
| 4.    | Munkaügyi Minisztérium 2. sz. Tanintézet SK                           |
| 5.    | Munkaügyi Minisztérium 2. sz. Tanintézet SK B                         |